# Mononegavirales
Mononegavirales — порядок вірусів, що містять одноланцюгову РНК.

## Класифікація
До порядку відносять 8 родин:
- Bornaviridae (2 роди)
- Filoviridae (4 роди)
- Mymonaviridae (9 родів)
- Nyamiviridae (3 роди)
- Paramyxoviridae (7 родів)
- Pneumoviridae (2 роди)
- Rhabdoviridae (18 родів)
- Sunviridae (1 рід)
- роди incertae sedis:
  - Anphevirus
  - Arlivirus
  - Chengtivirus
  - Crustavirus
  - Wastrivirus